# Encarsia leucippi
Encarsia leucippi är en stekelart som först beskrevs av Girault 1936.  Encarsia leucippi ingår i släktet Encarsia och familjen växtlussteklar. Inga underarter finns listade i Catalogue of Life.